# Montgat
Montgat é um município da Espanha, na comarca do Maresme, província de Barcelona, comunidade autónoma da Catalunha. Tem 2,9 km² de área e em 2021 tinha 12 260 habitantes (densidade: 4 227,6 hab./km²).
É o município mais meridional do Maresme. Está situado entre Badalona, El Masnou, Tiana e Alella.